# Riachão do Dantas
Riachão do Dantas est une municipalité brésilienne située dans l'État du Sergipe.